# Organisation internationale sur le bambou et le rotin
L'Organisation internationale sur le bambou et le rotin (ou INBAR, acronyme de International Network for Bamboo and Rattan ; auparavant sous le nom en français de Réseau international de recherche sur le bambou et le rotin) est une organisation intergouvernementale indépendante fondée en 1997 pour promouvoir à l'échelle mondiale le développement du bambou et du rotin, au profit des populations et de l'environnement. L'action de cette organisation est centrée sur la recherche-développement ainsi que sur les actions diplomatiques à l'échelle mondiale.
Les pays membres fondateurs sont les suivants :  Myanmar, Bangladesh, Canada, Chine, Indonésie, Népal, Pérou, Philippines et Tanzanie. Le siège de l'INBAR est situé à Pékin.
L'INBAR est notamment observateur auprès de l'Assemblée générale des Nations unies et signataire de la Charte du Global Landscapes Forum (en).

## Histoire
L'INBAR est né d'un réseau informel de chercheurs dans les domaines du bambou et du rotin qui s'est formé en 1984 sous l'égide du par Centre de recherches pour le développement international (CRDI) du Canada. 
En 1993, le réseau a été formalisé sous son nom actuel, tout en restant un projet du CRDI. Le travail pour lancer l'INBAR en tant qu'organisme indépendant a commencé en 1995 et s'est achevé en 1997, date à laquelle l'INBAR est devenu une organisation intergouvernementale indépendante avec son siège à Pékin (Chine). C'est la première organisation intergouvernementale ayant son siège social dans la République populaire.

## Organisation
L'adhésion à l'INBAR est ouverte à tous les États membres des Nations unies ainsi qu'aux organisations intergouvernementales. L'INBAR compte actuellement 48 pays membres. L'organe suprême de l'INBAR est le Conseil des représentants des pays membres qui se réunit tous les deux ans. Le conseil d'administration est le deuxième niveau de gouvernance et élabore des politiques appropriées, supervise la gestion et garantit l'efficacité des opérations lors de ses réunions annuelles. Le directeur général est membre du conseil d'administration et est responsable de la gestion quotidienne de l'organisation. Le directeur général actuel est Hans Friederich.
Le siège de l'INBAR se trouve à Pékin (Chine) et l'organisation a des bureaux régionaux pour l'Asie du Sud à New Delhi (Inde), l'Afrique de l'Est à Addis-Abeba ( Éthiopie)), l'Afrique de l'Ouest à Kumasi (Ghana) et l'Amérique latine et les Caraïbes à Quito (Équateur). 
L'INBAR est géré par son équipe de direction, qui comprend le directeur général, le directeur général adjoint, le trésorier et les directeurs de la communication et de l'extension, de l'adhésion et des programmes.